# Волох, Евгений Владимирович
Евгений (Юджин) Владимирович Волох (род. 29 февраля 1968, Киев, УССР) — американский юрист, профессор школы права Калифорнийского университета в Лос-Анджелесе. Ведёт блог The Volokh Conspiracy (рус. Заговор Волоха). Является академическим советником юридической фирмы Mayer Brown.

## Юность и учёба
Волох родился в еврейской семье. В возрасте семи лет он эмигрировал с семьёй в США. В возрасте 12 лет начал работать программистом. Посещал занятия по математике на летних курсах Гемпширского колледжа. В возрасте 15 лет получил степень бакалавра математики и вычислительной техники в Калифорнийском университете в Лос-Анджелесе. Ещё будучи первокурсником, Евгений зарабатывал 480 $ в неделю, работая программистом в 20th Century Fox. Его достижения в течение этого периода были представлены в эпизоде телесериала OMINI: The New Frontier, созданного под руководством Питера Устинова.
В 1992 году Волох получил степень доктора в школе права Калифорнийского университета в Лос-Анджелесе. Евгений Волох был клерком судьи Алекса Козинского в Апелляционном суде девятого округа США, а затем работал у судьи Сандры Дэй О’Коннор в Верховном суде США. После окончания ассистентской практики работал в школе права Калифорнийского университета в Лос-Анджелесе, где и получил учёное звание профессора.

## Политическая деятельность
Идеологическая ориентация его блога описывается как сочетание либертарианской, консервативной и центристской. Волох поддерживает разрешение однополых браков.
Волох поддерживал бывшего сенатора штата Теннесси Фреда Томпсона на президентских выборах 2008 года, заявив, что у Томпсона были хорошие взгляды на правовые вопросы и, что ему понравилась позиция Томпсона по Первой поправке и политическая речь про спонсирование Маккейном реформы финансирования избирательных кампаний. Волоху также понравились взгляды Томпсона в пользу индивидуального владения оружием. Кроме того, Волох отметил, что Томпсон «воспринимает федерализм серьёзно, и он, кажется, довольно хорошо осознает, что существует реальная разница между государством и федеральной властью».

## Издательская деятельность
Волох известен своей работой над темой Первой и Второй поправок к Конституции США, а также деятельностью по защите авторского права. Его статья «Очевидность Второй поправки» была использована с согласия большинства в Верховном суде во главе с Антонином Скалиа в резонансном деле Округ Колумбия против Хеллера. Он выступает за право свободы слова и свободу вероисповедания, высказывается против расовой предвзятости, что воплотилось в его участии как юридического советника в кампании Поправка Килифорнии 209. Волох следит и критикует, как чрезмерно поверхностно работают американские законы против эксплуатации на рабочем месте, в том числе те, которые касаются сексуальных домогательств.
В своём блоге Волох рассматривает широкий круг вопросов с акцентом на политику и право. Неакадемические работы Евгения Волоха публиковались в The Wall Street Journal, Los Angeles Times, The New York Times, Slate и других изданиях. С мая 2005 года он является активным блогером на The Huffington Post.

### Книги
- Academic Legal Writing: Law Review Articles, Student Notes, and Seminar Papers (англ.). — New York: Foundation Press[англ.], 2003. — ISBN 1-58778-477-7.
- The First Amendment: Problems, Cases and Policy Arguments (англ.). — New York: Foundation Press[англ.], 2001. — ISBN 1-58778-144-1.

### Статьи
- Symbolic Expression and the Original Meaning of the First Amendment (англ.) // Georgetown Law Journal[англ.] : journal. — 2009. — Vol. 97, no. 4. — P. 1057—1084. Архивировано 8 марта 2011 года.
- Freedom of Expressive Association and Government Subsidies (англ.) // Stanford Law Review[англ.] : journal. — 2006. — Vol. 58, no. 6. — P. 1919—1968. Архивировано 5 июля 2008 года.
- Parent-Child Speech and Child Custody Speech Restrictions (англ.) // NYU Law Review[англ.] : journal. — 2006. — Vol. 81, no. 2. — P. 631. Архивировано 3 июля 2008 года. Архивная копия от 3 июля 2008 на Wayback Machine
- Crime-Facilitating Speech (англ.) // Stanford Law Review[англ.] : journal. — 2005. — Vol. 57, no. 4. — P. 1095—1222.
- Volokh, Eugene. The Mechanisms of the Slippery Slope (англ.) // Harvard Law Review[англ.] : journal. — Harvard Law Review, Vol. 116, No. 4, 2003. — Vol. 116, no. 4. — P. 1026—1137. — doi:10.2307/1342743. — JSTOR 1342743.
- Test Suites: A Tool for Improving Student Articles (неопр.) // Journal of Legal Education. — 2002. — Т. 52. — С. 440.
- How the Justices Voted in Free Speech Cases, 1994–2000 (англ.) // UCLA Law Review[англ.] : journal. — 2001. — Vol. 48. — P. 1191.
- Volokh, Eugene. Freedom of Speech and Information Privacy: The Troubling Implications of a Right to Stop Others from Speaking About You (англ.) // Stanford Law Review[англ.] : journal. — Stanford Law Review, Vol. 52, No. 5, 2000. — Vol. 52, no. 5. — P. 1049—1124. — doi:10.2307/1229510. — JSTOR 1229510. Архивировано 9 июля 2008 года.
- A Common-Law Model for Religious Exemptions (англ.) // UCLA Law Review[англ.] : journal. — 1999. — Vol. 46. — P. 1465.
- Volokh, Eugene; McDonell, Brett. Freedom of Speech and Independent Judgment Review in Copyright Cases (англ.) // Yale Law Journal[англ.] : journal. — The Yale Law Journal, Vol. 107, No. 8, 1998. — Vol. 107, no. 8. — P. 2431—2471. — doi:10.2307/797347. — JSTOR 797347.
- The Commonplace Second Amendment (неопр.) // NYU Law Review[англ.]. — 1998. — Т. 73. — С. 793.
- Volokh, Eugene. Cheap Speech and What It Will Do (англ.) // Yale Law Journal[англ.] : journal. — The Yale Law Journal, Vol. 104, No. 7, 1995. — Vol. 104, no. 7. — P. 1805—1850. — doi:10.2307/797032. — JSTOR 797032.
- Kozinski, Alex; Kozinski, Alex. Lawsuit, Shmawsuit (англ.) // Yale Law Journal[англ.] : journal. — The Yale Law Journal, Vol. 103, No. 2, 1993. — Vol. 103, no. 2. — P. 463—467. — doi:10.2307/797101. — JSTOR 797101.